# HD 184585
HD 184585，又名CP-58 7627，SAO 246188、HR 7434，是一颗恒星，视星等为6.18，位于銀經339.28，銀緯-28.86，其B1900.0坐标为赤經19h 30m 1.4s，赤緯-58° -28.86′ 15″。